# Marian Wimmer
Pater Marian Wimmer OSB (* 13. Jänner 1725 in Mühldorf am Inn; † 1793 im Benediktinerkloster Seeon, Chiemgau) war ein Priestermönch, Mundart-Textdichter, Professor und Präfekt am Salzburger Benediktinergymnasium.

## Leben
Jakob Anton Wimmer war der Sohn von Jakob Wimmer und seiner Frau Theresia. Er absolvierte das Benediktinergymnasium und die Benediktineruniversität in Salzburg. 1744 trat er in das Noviziat von Seeon ein und erhielt den Ordensnamen Marianus. 1748 wurde er zum Priester geweiht und bald darauf als Professor an das Gymnasium nach Salzburg berufen. Von 1759 bis 1763 wirkte er dort auch als Präfekt.
Er schrieb zahlreiche Bühnenwerke und Oratorien, die auf diversen Studentenbühnen aufgeführt wurden. Für das Hoftheater schrieb er Mundartspiele und arbeitete mit dem Komponisten Johann Ernst Eberlin zusammen, der eine Auswahl von Wimmers Werken vertonte. Wimmer war besonders für seine Interludien (Zwischenspiele) bekannt.
1763 wurde er in Seeon Prior, trat 1769 jedoch zurück und wurde nach an den Wallfahrtsort Maria Plain versetzt. Von 1772 bis 1780 war er Lehrer und Seelsorger in Lauterbach. Anschließend kehrte er in sein Kloster zurück und verstarb 1793 in Seeon.

## Bühnenwerke (Auswahl)
- 1749: König Riepel
- 1755: Idomeneus Cretensium rex
- 1757: Titus et Domitianus Germani fratres Caesares
- 1759: Haldanus, et Haraldus fratres deburtato Frothone Daniae reges
- 1759: Siventus Sinarum Imperator
- um 1760: Die beste Wahl der christlichen Seele (vertont von Johann Ernst Eberlin)
- um 1760: Des büssenden heiligen Siegmunds erster Theil (vertont von Johann Ernst Eberlin)
- um 1760: Des büssenden heiligen Siegmunds zweyter Theil (vertont von Johann Ernst Eberlin)
- um 1760: Die Kraft des eifrigen Gebeths (vertont von Johann Ernst Eberlin)
- 1761: Chrannus filius Perduellis et Punitus
- 1761: Sigismundus Hungariae Rex (aufgeführt unter Mitwirkung von Wolfgang Amadé Mozart)
- 1761: Israel et Albertus Sueciae Reges
- 1763: Bela Hungariae princeps
- 1764: Asmundus Norvagiae rex
- 1764: Adriano in Siria[4]